# Dendrophidion dendrophis
Dendrophidion dendrophis — вид змій родини полозових (Colubridae). Мешкає в Амазонії та на Гвіанському нагір'ї.

## Поширення і екологія
Dendrophidion dendrophis мешкають в Колумбії, Еквадорі, Перу, Болівії, Венесуелі, Гаяні, Суринамі, Французькій Гвіані і Бразилії. Вони живуть у первинних рівнинних тропічних лісах, на висоті до 1000 м над рівнем моря. Живляться дрібними денними амфібіями, зокрема Adenomera, Pristimantis, Anomaloglossus, Scinax та іншими райками, яких шукають в опалому листі. Відкладають яйця.